# Waiting on the World to Change
«Waiting on the World to Change» (Ожидая изменения мира) — песня американского рок-музыканта и автора песен Джона Мейера с его второго студийного альбома Continuum (2006). Песня была написана самим певцом, а его сопродюсером стал Steve Jordan. Удостоена Грэмми в категории Лучшее мужское вокальное поп-исполнение (2007).

## История
Песня получила положительные и умеренные отзывы музыкальной критики и интернет-изданий: New York Times («…прекрасная ода»), AMG («Никто — ни один из современников Мейера — не придумал что-нибудь, напоминающее стоящий антивоенный гимн, который бы говорил о своем поколении, так хорошо, и так же, как эта его песня»), Rolling Stone («апология современного апатичного поколения»), AbsolutePunk, Entertainment Weekly, Los Angeles Times, Chicago Tribune, Pitchfork Media.
Сингл возглавил американский поп-чарт US Billboard Adult Contemporary, а 29 июля 2006 года он дебютировал на № 25 в основном мультижанровом хит-параде США Billboard Hot 100, достигнув в итоге 14 места (22 февраля 2007 года) и оставаясь в чарте 40 недель и став самым успешным синглом Джона Мейера. Джон исполнил песню на церемонии American Music Awards 21 ноября 2006 года. Телеканал VH1 включил видеоклип в список лучших VH1’s Top 40 Videos of the Year (№ 34 в 2006).
В 2007 году песня получила премию Грэмми в категории Лучшее мужское вокальное поп-исполнение.
Суммарный тираж сингла к началу 2009 года превысил 2 млн копий в США, он стал 103-й песней, достигшей двухмиллионного рубежа цифровых загрузок, а для Мейера это первая песня с таким достижением. Сингл был сертифицирован в платиновом статусе RIAA, достиг № 17 в Австралии (ARIA Digital Singles Chart) и № 36 в Новой Зеландии (RIANZ Top 40 Singles Chart).
По итогам года песня вошла в список 100 лучших песен года в США в 2006 (№ 87 в Billboard Year-End Hot 100 singles of 2006) и в 2007 годах (№ 47).

## Участники записи
- Джон Мейер — вокал, гитара
- Пино Палладино — бас-гитара, бэк-вокал
- Стив Джордан — ударные, перкуссия
- Рик Петерсон — клавишные, бэк-вокал
- Рой Харгров — горн

## Чарты
| Чарт (2006-07)                                          | Высшая позиция |
| ------------------------------------------------------- | -------------- |
| Канада (Canadian Hot 100)                               | 22             |
| Нидерланды (Single Top 100)                             | 55             |
| Новая Зеландия (Recorded Music NZ)                      | 36             |
| Великобритания UK Singles (The Official Charts Company) | 115            |
| США US Billboard Hot 100                                | 14             |
| США US Billboard Pop Songs                              | 5              |
| США US Billboard Adult Pop Songs                        | 2              |
| США US Billboard Adult Contemporary                     | 1              |